# 德國天文學會星表
德國天文學會星表（德語：Astronomische Gesellschaft Katalog，AGK星表）是由德國天文學會編製的天文測量星表。

## 歷史
該星表的第一版 AGK1 於1861年由弗里德里希·阿格兰德主編，並於1890年和1954年間出版。列出了視星等最暗9等的恆星20萬顆。
第二版星表 AGK2 於1920年代開始編製，使用波昂天文台和漢堡天文台的攝影資料。於1951和1958年間出版。
第三版星表 AGK3 於1956年開始編製，1975年出版。該星表列出了赤緯–2°以北183145顆恆星，平均位置誤差±0.13"，以及平均自行誤差每年±0.009"。

## 外部連結
- AGK3 query form from VizieR